# Quercus cedrosensis
Quercus cedrosensis — вид рослин з родини букових (Fagaceae); поширений у Каліфорнії, США й Нижній Каліфорнії, Мексика.

## Опис
Зазвичай це чагарник, але іноді може виростати до 5 м заввишки. Молоді гілочки волохаті, потім голі, червонувато-коричневі, товщиною 1–2 мм. Листки 0.6–2 см, вічнозелені, скупчені на верхівках коротких стебел, шкірясті, від яйцюватих до еліптичних, іноді довгасті; верхівка загострена; основа округла або злегка серцеподібна; краї цілі з 1–2 колючками з кожного боку або з 2–5 парами колючих зубчиків; зверху яскраво-зелені й голі; білуваті або жовтувато-зелені та воскові знизу; ніжка листка майже без волосся, червонувата або жовтувата, 2–3 мм завдовжки. Чоловічі квітки у квітні — травні, дрібні, у коротких, нещільних сережках. Жіночі суцвіття довжиною 1–1.4 см з 5–10 квітками. Жолуді 1.5–2.2 см, витягнуті, загострені, закриті на 1/4–1/3 чашечкою; дозріває 2 роки.

## Середовище проживання
Ендемік Каліфорнії, США, на кордоні з Мексикою й північної половини Нижньої Каліфорнії, Мексика (у т. ч. на острові Седрос).
Зростає виключно серед склерофільної рослинності, де чагарники й дерева — вічнозелені рослини з товстими, шкірястими та дрібними листям; росте на висотах 75–1400 м, в основному на кам'янистих ґрунтах.

## Загрози й охорона
Загрозою є втрата середовища існування внаслідок зміни використання земель: будівництво доріг та діяльність прикордонних служб, а також розвиток міських і сільських територій. Вид перебуває в межах трьох заповідних територій в Мексиці: Національний парк Сьєрра-де-Сан-Педро-Мартір, Природна зона Протегія Вальє-де-Іос-Кіріос і Біосферний заповідник Ель-Віскаїно.